# Ken Tajiri
Ken Tajiri (田尻 健 Tajiri Ken?, nacido el 11 de junio de 1993 en Osaka) es un futbolista japonés que se desempeña como guardameta en el Gainare Tottori de la J3 League.

## Trayectoria

### Clubes
| Club                      | País  | Año         |
| ------------------------- | ----- | ----------- |
| Gamba Osaka               | Japón | 2012 - 2019 |
| J. League sub-22          | Japón | 2014 - 2015 |
| Gamba Osaka sub-23        | Japón | 2016        |
| Zweigen Kanazawa (cedido) | Japón | 2017 - 2018 |
| Gainare Tottori           | Japón | 2020 -      |

## Estadística de carrera

### J. League
| Club               | Año   | J. League | J. League | Copa J. League | Copa J. League | Total | Total |
| Club               | Año   | Part.     | Goles     | Part.          | Goles          | Part. | Goles |
| ------------------ | ----- | --------- | --------- | -------------- | -------------- | ----- | ----- |
| Gamba Osaka        | 2012  | 0         | 0         | 0              | 0              | 0     | 0     |
| Gamba Osaka        | 2013  | 0         | 0         | -              | -              | 0     | 0     |
| Gamba Osaka        | 2014  | 0         | 0         | 0              | 0              | 0     | 0     |
| Gamba Osaka        | 2015  | 0         | 0         | 0              | 0              | 0     | 0     |
| Gamba Osaka        | 2016  | 0         | 0         | 0              | 0              | 0     | 0     |
| Gamba Osaka        | 2017  | 1         | 0         | 0              | 0              | 1     | 0     |
| J. League sub-22   | 2014  | 4         | 0         | -              | -              | 4     | 0     |
| J. League sub-22   | 2015  | 5         | 0         | -              | -              | 5     | 0     |
| Gamba Osaka sub-23 | 2016  | 13        | 0         | -              | -              | 13    | 0     |
| Zweigen Kanazawa   | 2017  | 0         | 0         | -              | -              | 0     | 0     |
| Total              | Total | 23        | 0         | 0              | 0              | 23    | 0     |